# Collada de Racó Petit
La Collada de Racó Petit és un coll de 2.673,2 metres d'altitud, a l'interior del terme comunal de Fontpedrosa, a la comarca del Conflent, de la Catalunya del Nord.
És en un contrafort sud del Pic de Monellet, damunt del Racó Petit, que queda al nord-est del coll, a la carena que uneix aquest cim amb el Pic de Racó Petit, que queda al sud del coll.